# ده يوسف علي (أشترينان)
ده یوسف علي (بالفارسية: ده یوسفعلی) هي مستوطنة تقع في إيران في قسم أشترینان الريفي. يقدر عدد سكانها بـ 262 نسمة .